# Новий Розділ
Нови́й Роздíл — місто на заході України, у Львівській області. Розташоване неподалік від річки Дністер.

## Загальний опис
Місто Новий Розділ належить до наймолодших міст Львівської області. Засноване 1953 року у зв'язку з освоєнням великого родовища самородної сірки біля старовинного селища Розділ. 
Має свій герб та прапор,  затверджені 12 червня 1991 року і внесено в геральдичні каталоги України.
Місто розташоване на лівобережному дністровському схилі на висоті 290 м над рівнем моря, на стику Опілля і Передкарпатського прогину. Через Новий Розділ проходить шосейна дорога Миколаїв — Ходорів. До автомагістралі Львів — Стрий — 15 км. Відстань до м. Львів — 54 км, м. Стрий — адміністративного центру Стрийського району — 46 км, до м. Ходорів — 18 км, м. Жидачів — 27 км. Залізнична колія Ходорів — Новий Розділ, збудована у 1958 році, забезпечувала вантажні залізничні перевезення, проте на початку 2000-х її було закрито, а 2011 остаточно розібрано. Пряме автомобільне сполучення пов'язує місто Новий Розділ з обласним центром Львів, іншими населеними пунктами Львівської, Тернопільської, Івано-Франківської, Волинської областей та з Польщею.

## Населення
У 1959 р. тут мешкало 2,7 тис. осіб, а у 1979 р. — 22,1 тис. осіб, у 2011 р. — 29,553 тис. осіб.
Розподіл населення за віком та статтю (2001):
| Стать | Всього | До 15 років | 15-24 | 25-44 | 45-64 | 65-85 | Понад 85 |
| --- | ------ | ----------- | ----- | ----- | ----- | ----- | -------- |
| Чоловіки | 13 414 | 2971        | 2440  | 4335  | 2913  | 741   | 14       |
| Жінки | 15 055 | 2981        | 2568  | 4916  | 3480  | 1077  | 33       |
| \| Статево-вікова піраміда \| Статево-вікова піраміда \| Статево-вікова піраміда \| \| ----------------------- \| ----------------------- \| ----------------------- \| \| Чоловіки \| Вік \| Жінки \| \| 14 \| 85 + \| 33 \| \| 27 \| 80-84 \| 52 \| \| 83 \| 75-79 \| 199 \| \| 231 \| 70-74 \| 336 \| \| 400 \| 65-69 \| 490 \| \| 667 \| 60-64 \| 777 \| \| 527 \| 55-59 \| 659 \| \| 778 \| 50-54 \| 892 \| \| 941 \| 45-49 \| 1152 \| \| 1227 \| 40-44 \| 1454 \| \| 1112 \| 35-39 \| 1257 \| \| 1017 \| 30-34 \| 1147 \| \| 979 \| 25-29 \| 1058 \| \| 1052 \| 20-24 \| 1091 \| \| 1388 \| 15-20 \| 1477 \| \| 1221 \| 10-14 \| 1286 \| \| 997 \| 5-9 \| 972 \| \| 753 \| 0-4 \| 723 \| |        |             |       |       |       |       |          |
| Статево-вікова піраміда |        |             |       |       |       |       |          |
| Чоловіки | Вік    | Жінки       |       |       |       |       |          |
| 14 | 85 +   | 33          |       |       |       |       |          |
| 27 | 80-84  | 52          |       |       |       |       |          |
| 83 | 75-79  | 199         |       |       |       |       |          |
| 231 | 70-74  | 336         |       |       |       |       |          |
| 400 | 65-69  | 490         |       |       |       |       |          |
| 667 | 60-64  | 777         |       |       |       |       |          |
| 527 | 55-59  | 659         |       |       |       |       |          |
| 778 | 50-54  | 892         |       |       |       |       |          |
| 941 | 45-49  | 1152        |       |       |       |       |          |
| 1227 | 40-44  | 1454        |       |       |       |       |          |
| 1112 | 35-39  | 1257        |       |       |       |       |          |
| 1017 | 30-34  | 1147        |       |       |       |       |          |
| 979 | 25-29  | 1058        |       |       |       |       |          |
| 1052 | 20-24  | 1091        |       |       |       |       |          |
| 1388 | 15-20  | 1477        |       |       |       |       |          |
| 1221 | 10-14  | 1286        |       |       |       |       |          |
| 997 | 5-9    | 972         |       |       |       |       |          |
| 753 | 0-4    | 723         |       |       |       |       |          |

Населення міста залишається порівняно молодим і має стабільну перспективу росту чисельності. На відміну від інших міст, демографічна ситуація у Новому Роздолі позитивна. Природний приріст населення у 2005 році становив 58 осіб. За офіційними статистичними даними населення міста станом на 1.07.2012 р. становило 28 801 особа.

### Національний склад
Розподіл населення за національністю за даними перепису 2001 року:
| Національність  | Відсоток |
| --------------- | -------- |
| українці        | 96.74%   |
| росіяни         | 2.72%    |
| білоруси        | 0.17%    |
| поляки          | 0.12%    |
| інші/не вказали | 0.25%    |

### Мовний склад
Розподіл населення за рідною мовою за даними перепису 2001 року:
| Мова            | Кількість | Відсоток |
| --------------- | --------- | -------- |
| українська      | 27718     | 97.36%   |
| російська       | 699       | 2.45%    |
| білоруська      | 24        | 0.08%    |
| румунська       | 8         | 0.03%    |
| польська        | 7         | 0.02%    |
| гагаузька       | 2         | 0.01%    |
| інші/не вказали | 13        | 0.05%    |
| Усього          | 28471     | 100%     |

## Клімат
Клімат помірний. Середня річна температура —  +23,4 °C, температура липня — +34.8 °C. Середньорічна кількість опадів за останні 50 років — 683 мм, висота снігового покриву взимку — 10-12 см, його тривалість — 60-80 діб. Вітри переважно західних і південно-західних напрямів, атмосферний тиск — 725—740 мм ртутного стовпчика.

## Історія
Територія, де в наш час розташоване місто, до 1952 року була полями та сіножатями. Геологи виявили тут родовище сірки — одне із найбільших у Європі. Самородна сірка Передкарпатського сірчаного району — сірка осадкового типу. Вона залягає під поверхнею ґрунту на глибині 35—130 м, що створювало вигідні умови для видобутку сірки кар'єрним способом, економічна ефективність якого в 4-6 разів вища, ніж у шахтного. Середня товщина сірконосних пластів — 13 м, максимальна — близько 30 метрів.
Зважаючи на те, що сірка є стратегічною сировиною для хімічної та військової промисловості, в 1952 році Міністерство хімічної промисловості СРСР ухвалило рішення про будівництво великого сірчаного комбінату і робітничого селища для розселення будівників та експлуатаційників комбінату.

Газета «Известия» 5 листопада 1958 року сповістила (подається мовою оригіналу): 
«Сегодня, 4 ноября, ночью весь комбинат и рабочий посёлок химиков облетела волнующая весть о том, что на сероплавильном заводе проведена первая плавка. Производство Роздольской серы началось!»
Надалі масштаби та прискорені темпи розвитку поселення та виробництва були зумовлені наявністю значних запасів цінної хімічної сировини, дедалі більшою потребою в ній колишньої держави та вільними трудовими ресурсами в прилеглих населених пунктах.
Вже у 1959 році Указом Президії Верховної Ради УРСР Новий Розділ був віднесений до категорії селища міського типу.
У 1960 році Рада Міністрів СРСР Постановою № 315 ухвалила рішення про подвоєння потужності Роздільського гірничо-хімічного комбінату, а 24.06.1963 року Держплан СРСР ухвалив рішення про подальше збільшення потужності виробництва.
На початку 90-х років минулого століття підприємства хімічної промисловості зменшили, а через декілька років згорнули виробництво основної продукції.
У 1963 році Указом Президії ВР УРСР Новий Розділ віднесений до категорії міст районного значення. Верховна рада України у грудні 2002 року визначила Новий Розділ, як місто обласного значення, яким він залишався до 2020 року.

## Економіка
В результаті інтенсивного та більш-менш планомірного розвитку усіх містоформувальних факторів місто Новий Розділ за понад 50 років свого існування перетворилось в один із промислових і культурних центрів Львівщини. Тут є підприємства хімічної, харчової та легкої промисловості, машинобудування і металообробки, виробництва будівельних матеріалів та будівельні компанії. Нині найбільш відомим заводом на теренах Нового Роздолу є підприємство ODW-Elektrik, яке займається виробництвом автомобільних електросистем. Важливими та стабілізувальними для соціально-економічної сфери міста є численні бюджетні установи міста — установи освіти, охорони здоров'я, культури, дошкільні заклади.

## Житловий фонд
Місто Новий Розділ має високий рівень комунального упорядкування.
Житловий фонд міста налічує 650 будинків від одно- до дев'ятиповерхових комунальної та приватної власності, у тому числі 8786 квартир загальною житловою площею 456 тис. кв. м.
До 1996 року житловий фонд був відомчим і належав кільком підприємствам. Постановами Кабінету Міністрів України у 1995 році житловий фонд та об'єкти соціально-побутової сфери були передані у комунальну власність міста. Його обслуговують дві потужні організації ЖКУ (житлово-комунальне управління) з кількістю працівників 277 чол. та ЗАТ «Енергія — Новий Розділ».

## Освіта
У місті функціонує п'ять шкіл (одна з них — гімназія), два ліцеї та коледж. Також є музична школа та ДНЗ «Малятко».

## Охорона здоров‘я
Міська мережа охорони здоров‘я складається із міської клінічної лікарні на 240 ліжок, поліклініки на 800 відвідувань у зміну, станції швидкої допомоги, дев‘яти аптек.

## Соціальне життя
В місті діють міське відділення поліції, самостійна державна пожежна частина № 19, міський центр зайнятості населення, міська газета «Вісник Розділля», телерадіоретрансляційний центр, нотаріальні, адвокатські контори, городні та гаражні товариства, громадські та партійні організації.
Розвинута культурно-просвітницька мережа — працюють Міський культурно-просвітницький центр «Молодість», народний дім, Молодіжний центр «Лілея», чотири бібліотеки для дорослих та бібліотека для дітей. Відомі поза межами області Зразковий ансамбль народного танцю «Веселка», народна хорова капела «Дністряни», народний фольклорний колектив «Джерело», народний камерний хор духовної музики «Оранта» та інші самодіяльні колективи.
У місті є стадіон з трибунами на 15 тис. місць, плавальний басейн (наразі не працює).
Гордістю міста є команда каратистів, у складі якої — призери чемпіонатів Європи та світу. Також Новий Розділ прославляють команда з паверліфтингу та виваги лежачи, які здобувають високі нагороди на чемпіонатах Світу та Європи.

## Пам'ятники Нового Роздолу

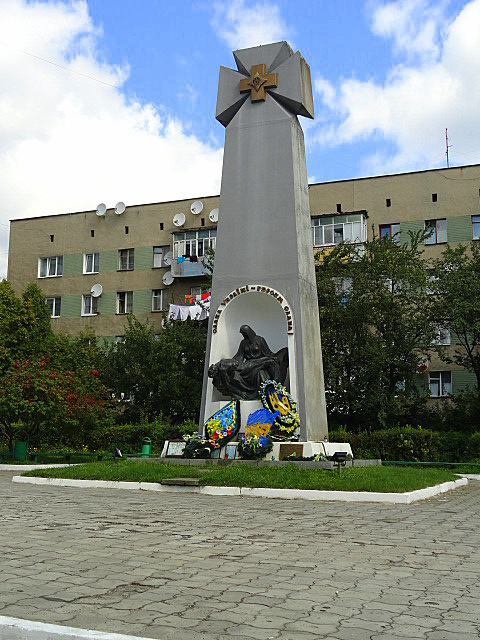
Пам'ятний хрест борцям за волю України

Окрасою міста є пам'ятники: Т. Г. Шевченку, знак ім. Івана Франка, Погруддя Т. Г. Шевченка, Воякам УПА, Загиблим воїнам, Вічний вогонь, плита загиблим льотчикам, Погруддя загиблого ст. лейтенанта МВМ П. Якиміва, Футбольний м'яч — оригінальна ознака стадіону.

## Інфраструктура

### Побутове обслуговування
З об'єктів побутового обслуговування у місті є готель на 203 місця, 12 перукарень, підприємства з пошиття одягу. Діє міський ринок на 350 місць, міський торговельний центр на 250 робочих місць.

### Транспорт
Місто має сполучення лише автошляхами.
У місті за адресою вул. Сагайдачного, 1 є автостанція, від якої здійснюють рух маршрутні таксі та автобуси міжміського, міжобласного та міжнародного сполучення.
Між містом та обласним центром курсує маршрут 555: автостанція міста — м. Миколаїв — автобусний вокзал м. Львів.
За 18 км від міста у львівському напрямку у селі Розвадів розташована проміжна залізнична станція Львівської залізниці — Миколаїв-Дністровський.
За 17 км від Нового Роздолу в м.  Ходорів Стрийського району Львівської області розташована вузлова пасажирська та вантажна залізнична станція Ходорів Львівської дирекції Львівської залізниці.
За 9 км від міста у с. Бориничі Стрийського району Львівської області розташована проміжна залізнична станція Бориничі Львівської дирекції Львівської залізниці. На станції зупиняються тільки приміські поїзди.

## Релігійні громади
У місті сформувалися релігійні громади багатьох конфесій: Української Автокефальної Православної Церкви, Української Греко-Католицької Церкви, Церкви Євангельських Християн-Баптистів, Християн Віри Євангельської П'ятидесятників, Молодіжний християнський рух «Життя». Йде будівництво двох храмів — греко-католицького та церкви євангельських християн-баптистів. Міжконфесійної ворожнечі чи конфліктів на релігійному підґрунті у місті з часу його заснування не було.

## Молодіжні організації
У місті з 1990 року діє Національна Скаутська Організація України — Пласт. Станом на 2015 рік станиця Новий Розділ налічує 2 пластові курені: хлоп'ячий — курінь число 53 імені Євгена Коновальця та дівочий — курінь число 80 імені Алли Горської. Метою організації є сприяти всебічному самовихованню молоді на засадах християнської моралі та патріотичних ідей. Пласт виховує свідомих та повноцінних діячів громади, провідників суспільства. Тут юнаки та юначки мають змогу розвиватись у всіх напрямках, самостверджуватись у своїх ідеях та цілях. Окрім того Пласт допомагає здобути навички виживання серед дикої природи, глибше вивчати культурні традиції та історію рідного краю.
Протягом року Пласт у Новому Роздолі проводить літні табори для юнацтва віком 11-18 років. У таборах пластуни практично закріплюють знання і уміння, здобуті впродовж року на щотижневих заняттях. Також постійно реалізується безліч акцій для громади Нового Роздолу та околиць. Серед найбільших заходів, котрі щороку проводяться Пластом на міському рівні — туристсько-спортивні змагання «Повстанська Ватра», Андріївські Вечорниці, передача Вифлеємського Вогню Миру, Великодні Гаївки, День матері, фестиваль активного відпочинку «Про100 літо» та ін.

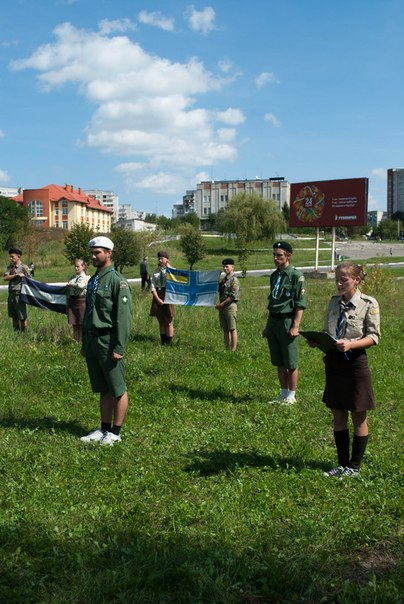
Урочисте відкриття пластового фестивалю Про100 літо
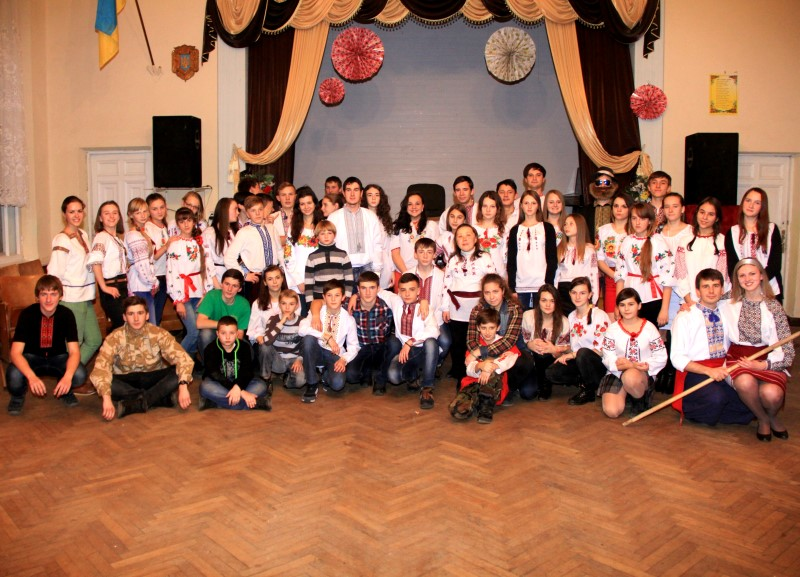
Вечорниці на Андрія

## Відомі люди

### Народилися
- Володимир Бородянський — український медіа-діяч, голова правління ЗАТ «ММЦ СТБ».
- Юрій Горбунов — шоумен.
- Недельський Микола Степанович — головний сержант Збройних сил України, учасник російсько-української війни.
- Ольга Фреймут — телеведуча та письменниця.
- Олександр Томченко — український блогер, інфлюенсер

### Проживали, перебували
- Шкільні роки прожив співак Андрій Кузьменко (гурт «Скрябін»)
- в місцевій ДЮСШ починав Андрій Баль[8]
- нейрохірург Ігор Курілець, що працює з Генрі Маршем[9].

### Земляки, що загинули в російсько-українській війні
- Володимир Труш, 38 років, загинув 31 жовтня 2015 року під час виконання бойового завдання разом із капітаном Віталієм Кравченком у лісі між Авдіївкою та об'їзною дорогою Донецька (неподалік від «Царської охоти»), підірвавшись на вибуховому пристрої з «розтяжкою»[10].
- Володимир Шелудько, 30 років, загинув від кулі снайпера в Широкиному 26  серпня 2016 року[11].
- Ростислав Бальзан (1999—2022) — старший лейтенант Збройних сил України, учасник російсько-української війни, що загинув у ході російського вторгнення в Україну в 2022 році.
- Олександр Положевич (1989-2022) — старший солдат Збройних Сил України, учасник російсько-української війни, що загинув у ході російського вторгнення в Україну в 2022 році.

## Міста-побратими
Новий Розділ має декілька міст-партнерів:
- Золочів
- Пасевальк
- Полиці

## Галерея

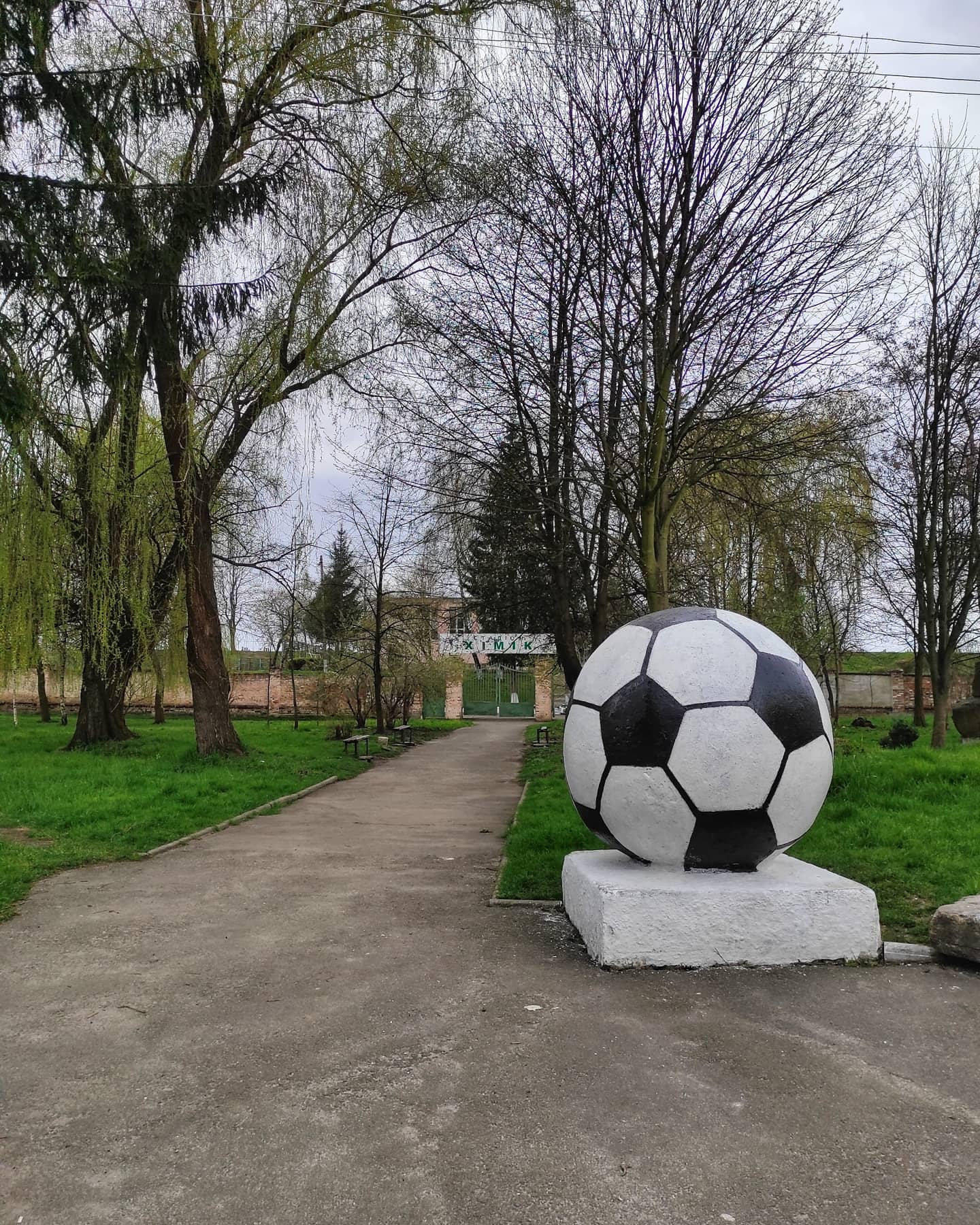
Стадіон Новий Розділ
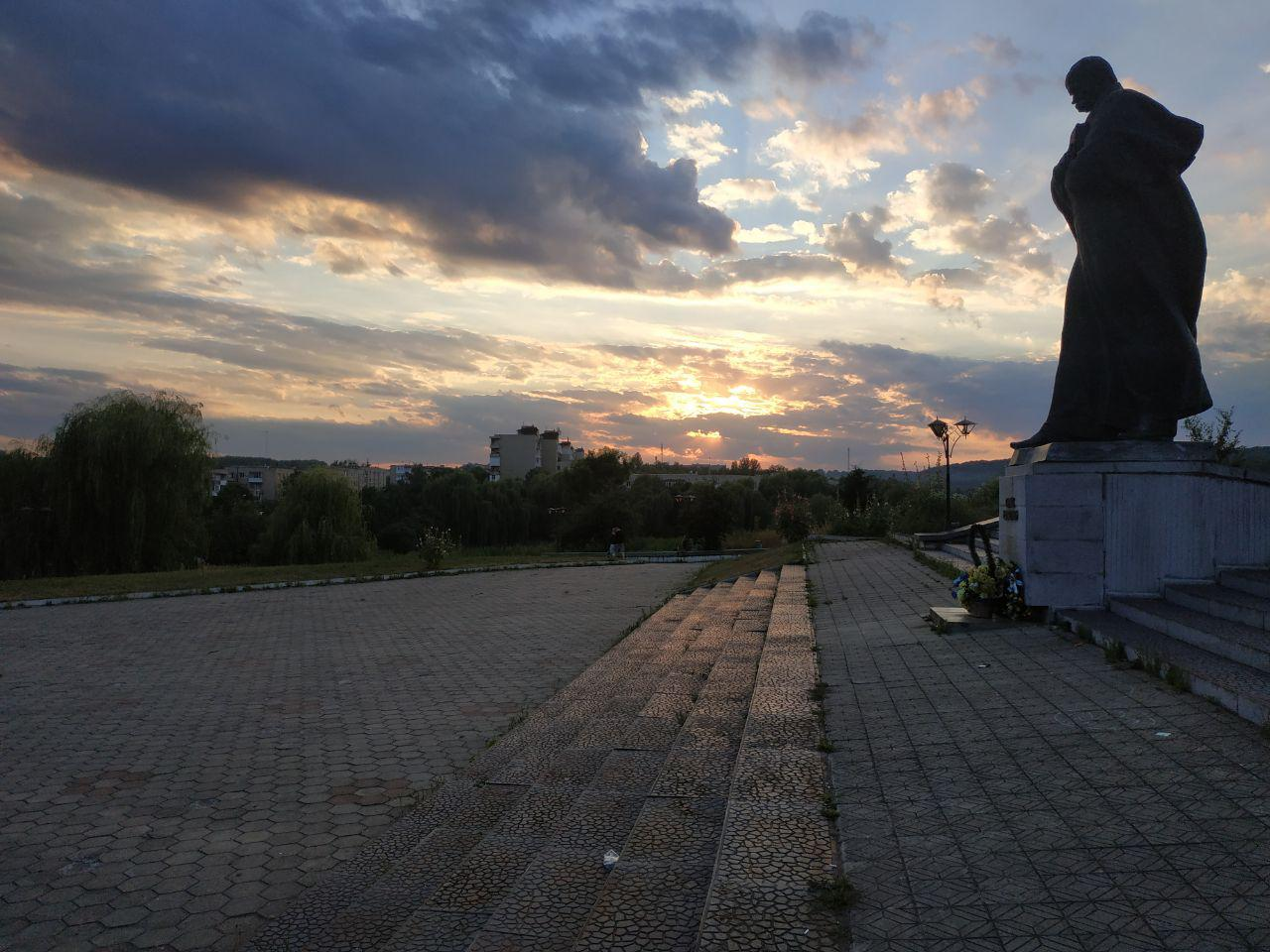
Пам'ятник Т.Г. Шевченкові